# San Ignazio (metropolitana di Bilbao)
San Ignazio (fino al 2017 nota come San Inazio) è una stazione della linee 1 e 2 della metropolitana di Bilbao.
Si trova sotto all'incrocio tra Agirre Lehendakari Etorbidea e Oñatiko Unibertsitarearen Kalea, nel distretto Deusto di Bilbao.
Essendo la stazione in cui confluiscono le linee 1 e 2, è dotata di 3 binari.

## Storia
La stazione è stata inaugurata l'11 novembre 1995 con il primo tratto della linea 1.